# Tešica
Tešica (en serbe cyrillique : Тешица) est une localité de Serbie située dans la municipalité d'Aleksinac, district de Nišava. Au recensement de 2011, elle comptait 1 700 habitants.
Tešica est officiellement classée parmi les villages de Serbie.

## Démographie

### Évolution historique de la population
| 1948  | 1953  | 1961  | 1971  | 1981  | 1991  | 2002  | 2011  |
| ----- | ----- | ----- | ----- | ----- | ----- | ----- | ----- |
| 1 882 | 1 879 | 2 040 | 2 178 | 2 209 | 2 050 | 1 888 | 1 700 |

|  |